# Іноха Масахіко
Масахіко Іноха (яп. 伊野波 雅彦, нар. 28 серпня 1985, Міядзакі) — японський футболіст, захисник клубу «Джубіло Івата» та національної збірної Японії.
Насамперед відомий виступами за «Касіма Антлерс», у складі якої виграв низку національних трофеїв.

## Клубна кар'єра
Інох вчився і грав за старшу школу Дзіцугьо в Кагосімі та університет Ханнан. Ще до закінчення школи, Іноха був на перегляді в декількох клубах Джей-ліги, але не зміг переконати жоден з них підписати з ним контракт. Тоді він вирішив продовжити вчитися і грати у футбол в університеті Ханнан.
У дорослому футболі дебютував 2006 року виступами за команду клубу «Токіо», в якій провів два сезони, взявши участь у 48 матчах чемпіонату.
Своєю грою за цю команду привернув увагу представників тренерського штабу клубу «Касіма Антлерс», до складу якого приєднався 2008 року. Відіграв за команду з міста Касіми наступні три з половиною сезони своєї ігрової кар'єри. Більшість часу, проведеного у складі «Касіма Антлерс», був основним гравцем захисту команди.
Влітку 2011 року уклав контракт з хорватським «Хайдуком» (Спліт), у складі якого провів один сезон, після чого повернувся на Батьківщину в «Віссел Кобе».
До складу клубу «Джубіло Івата» приєднався на початку 2013 року. Наразі встиг відіграти за команду з Івати 11 матчів в національному чемпіонаті.

## Виступи за збірну
Під час навчання в університеті він був у складі університетської збірної Японії, яка виграла XXIII літню універсіаду, що проходила в турецькому місті Ізмір.
Його хороша гра в університетській лізі Кансай була помічена тренером молодіжної збірної Японії Кійосі Окумою, який включив його до складу збірної на чемпіонат світу серед молодіжних команд 2005 року. 
Був ключовим виконавцем у складі олімпійської збірної Японії, але не потрапив до списку гравців, які в підсумку вирушили на Олімпіаду в Пекіні. 
Іноха двічі отримував виклик до національної збірної 2006 року. Потім він був включений до фінального складу на Кубок Азії 2007, замінивши в останній момент травмованого Бандо Рюдзі, але жодного разу не з'явився на полі. 
Наприкінці 2010 року був включений Альберто Дзаккероні до фінального складу збірної на Кубок Азії 2011 в Катарі. Дебютував за збірну 17 січня 2011 року в матчі третього туру групового етапу проти збірної Саудівській Аравії. У матчі 1/4 фіналу проти господарів турніру, забив вирішальний гол на останніх хвилинах основного часу, який вивів Японію в наступний раунд. А в підсумку збірна здобула титул переможця турніру.
2013 року брав участь у розіграші Кубка конфедерацій 2013 року у Бразилії.
Провів у формі головної команди країни 21 матч, забивши 1 гол.

## Статистика
Статистика виступів у національній збірній.
| Збірна Японії | Збірна Японії | Збірна Японії |
| Роки          | Ігри          | голи          |
| ------------- | ------------- | ------------- |
| 2011          | 9             | 1             |
| 2012          | 7             | 0             |
| 2013          | 4             | 0             |
| 2014          | 1             | 0             |
| Усього        | 21            | 1             |

## Титули і досягнення
- Чемпіон Японії (2):

«Касіма Антлерс»: 2008, 2009
- Володар Суперкубка Японії (2):

«Касіма Антлерс»: 2009, 2010
- Володар Кубка Імператора (1):

«Касіма Антлерс»: 2010
- Володар Кубка Азії (1):

 Японія: 2011